# Cessna 411
O Cessna 411 é uma aeronave bimotora americana dos anos de 1960, construída pela Cessna Aircraft Company. Esta foi a maior aeronave executiva da época, quando voou pela primeira vez em 1962, excetuando-se o Cessna 620 desenvolvido durante a década de 1950, mas que não foi colocado sob desenvolvimento.

## Design e Desenvolvimento
O Cessna 411 partiu de um completo redesenho em relação ao Cessna 410 (do qual nenhum modelo chegou a ser construído).[carece de fontes?] Possui um motor de 340 hp (254 kW) da Teledyne Continental Motors modelo GTSIO-520-C. A tripulação necessária é de um ou dos pilotos e espaço para mais quatro a seis passageiros. O protótipo voou pela primeira vez em 18 de Julho de 1962. No ano de 1965, a Cessna duas versões similares, porém com um custo mais baixo, o 401 e o 402. A produção do 411 foi encerrada em 1968. Uma versão pressurizada do 411 foi desenvolvida como Cessna 421.[carece de fontes?] O 411 esteve sujeito a vários re-testes de sua performance em voo nos anos de 1990 pela Cessna e pela Federal Aviation Administration devido um grande número de acidentes. Este teste, entretanto, confirmou que a aeronave possui todos os requisitos necessários para sua certificação. Atualmente, é possível instalar geradores de vórtice na aeronave, deixando a aeronave mais facilmente manobrável quando voando monomotor.[carece de fontes?]

## Variantes
- Cessna 411 - Versão de Produção, 250 construídas.[carece de fontes?]
- Cessna 411A - 411 com capacidade de bagagem no nariz aumentada, mas o mesmo tamanho de fuselagem e tanques de combustível opcionais nas naceles dos motores, 50 aeronaves construídas. O 411A possui cerca de 200 melhorias em relação ao Cessna 411 e é muito mais conceituado pelo mercado. Isto é evidenciado pelo valor de revenda deuma diferença de US$200.000 contra o 411 em cerca de US$50.000.[carece de fontes?]

## Operadores

### Operadores Militares
FrançaExército do Ar Francês

## Especificações

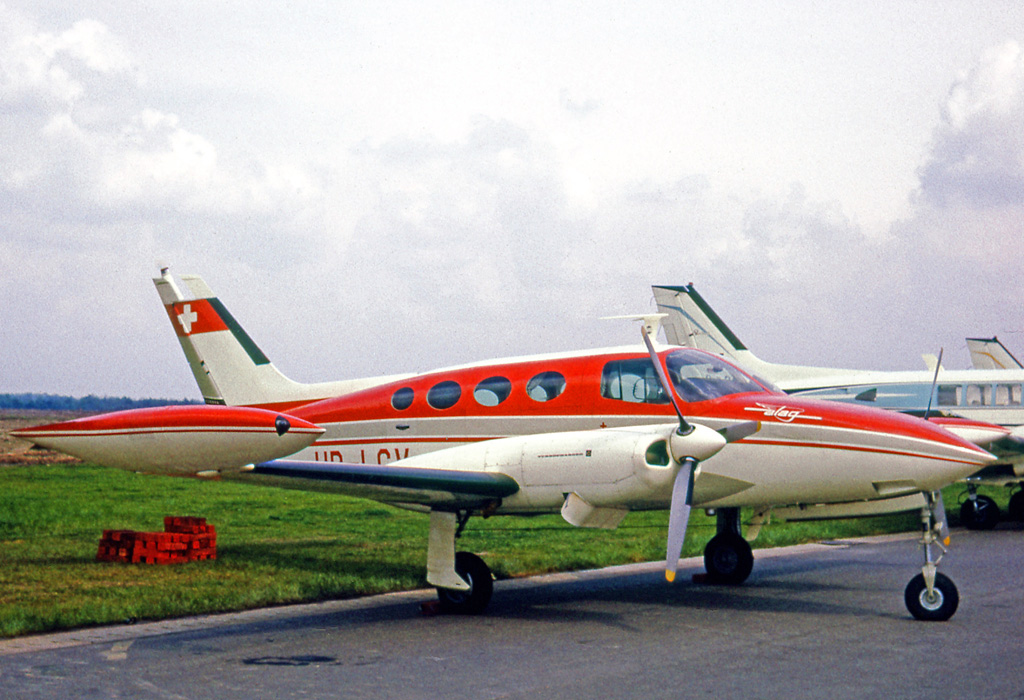
Cessna 411 HB-LCV da Suíça, na edição de 1966 do Hanover Air Show

### Dados básicos
- Tripulação: 2
- Capacidade: 4 a 6 passageiros
- Comprimento: 10,20 m
- Envergadura: 12,15 m
- Altura: 3,52 m
- Área da Asa: 18,58 m²
- Peso Básico: 1.733 kg
- Peso Máximo de Decolagem: 2.948 kg

### Desempenho
- Motor: 2x Continental GTSIO-520
- Potência: 340 hp
- Velocidade Máxima: 233 nós, 431 km/h
- Velocidade de Cruzeiro: 195 nós, 360 km/h
- Velocidade de Estol: 73 nós, 135 km/h
- Alcance: 1.130 nm, 2.090 km
- Teto de Serviço: 26.000 ft, 7.925 m
- Razão de Subida: 1.600 ft/min